# 游好扬
游好扬（1916年—1991年7月30日），中国人民解放军将领、中国人民解放军开国少将。
曾任中国人民志愿军1军师长。1955年，授予中国人民解放军少将。